# Гамбурд, Евгения Яковлевна
Евгения Яковлевна Гамбурд (урождённая Гольденберг; 28 января 1913, Кишинёв — 26 марта 1956, там же) — молдавская советская художница (пейзажист и сценограф).

## Биография
Родилась в Кишинёве в семье адвоката Якова Гольденберга (чей дом теперь входит в реестр памятников архитектуры республики). Окончила факультет живописи Бухарестской Академии художеств в 1936 году по классу профессора Ж. А. Стериади, стажировалась во Франции (1937). В 1938 году вышла замуж за художника Моисея (Макса) Гамбурда (дочь — художница Мириам Гамбурд).
После присоединения Бессарабии к СССР в 1940 году вернулась в Кишинёв.

## Творчество
Вместе с мужем выставлялась в курируемых Шнеером Коганом салонах Общества изящных искусств Бессарабии (Societăţii de Arte Frumoase din Basarabia).
В годы Великой Отечественной войны сделала зарисовки осаждённой Москвы, после освобождения Молдавии — разрушенных молдавских сёл. Создала серии «Восстановление Кишинева» (1947), «Деревенские пейзажи». В 1948 году из члена Союза художников Молдавской ССР переведена в кандидаты, занялась сценическим костюмом и сценографией. Автор эскизов костюмов к первой кинокартине Сергея Параджанова «Андриеш» (1954).
Произведения художницы хранятся в Национальном художественном музее Молдовы, в Национальном архиве Республики Молдова, в коллекции Михаила Гробмана в Тель-Авиве и в других частных коллекциях. Выставка «Моисей и Евгения Гамбурд: 47 лет спустя» прошла в Кишинёве в 2003 году. В 2007 году вышел альбом «Eugenia Gamburd» (на румынском, английском и русском языках, под редакцией Людмилы Тома, Кишинёв: Editura «Muzeul Naţional de Artă»).